# Региополис

Красными кружками обозначены возможные региополисы в Германии.

Региополис — в Германии город за пределами территории мегаполисов, который является независимой движущей силой развития внутри более крупного региона. Эта концепция используется для развития городских районов среднего размера в региональном, национальном и глобальном контексте.
Термин региополис является гибридным сочетанием слов регион и полис (греч. «город»), и используется в контексте городского и регионального планирования. Он был разработан в 2006 году в Германии профессорами Ирисом Ройтером и Юргеном Арингом, а Росток стал первым примером региополиса. Для использования и дальнейшего развития их общего потенциала поощряется различное сотрудничество между региополисом, окружающим его регионом, деловыми партнерами и ближайшими мегаполисами.

## Признаки
В отличие от мегаполиса, региополис — это комплекс небольших по масштабу центров, имеющих большое функциональное значение для внутренних районов. Таким образом, они в основном расположены за пределами мегаполисов. Дальнейшие признаки включают в себя: 
- Размер (не является крупнейшим городом в стране, но его размер имеет значение в национальном контексте)
- Хорошая транспортная доступность в сочетании с хорошей инфраструктурой
- Большое экономическое значение
- Расположение глобальных игроков и скрытых чемпионов
- Концентрация инновационного потенциала
- Университет

Эти признаки в основном были разработаны в рамках немецких стандартов, однако целью является их дальнейшее развитие в европейском контексте.

## Ростокский региополис

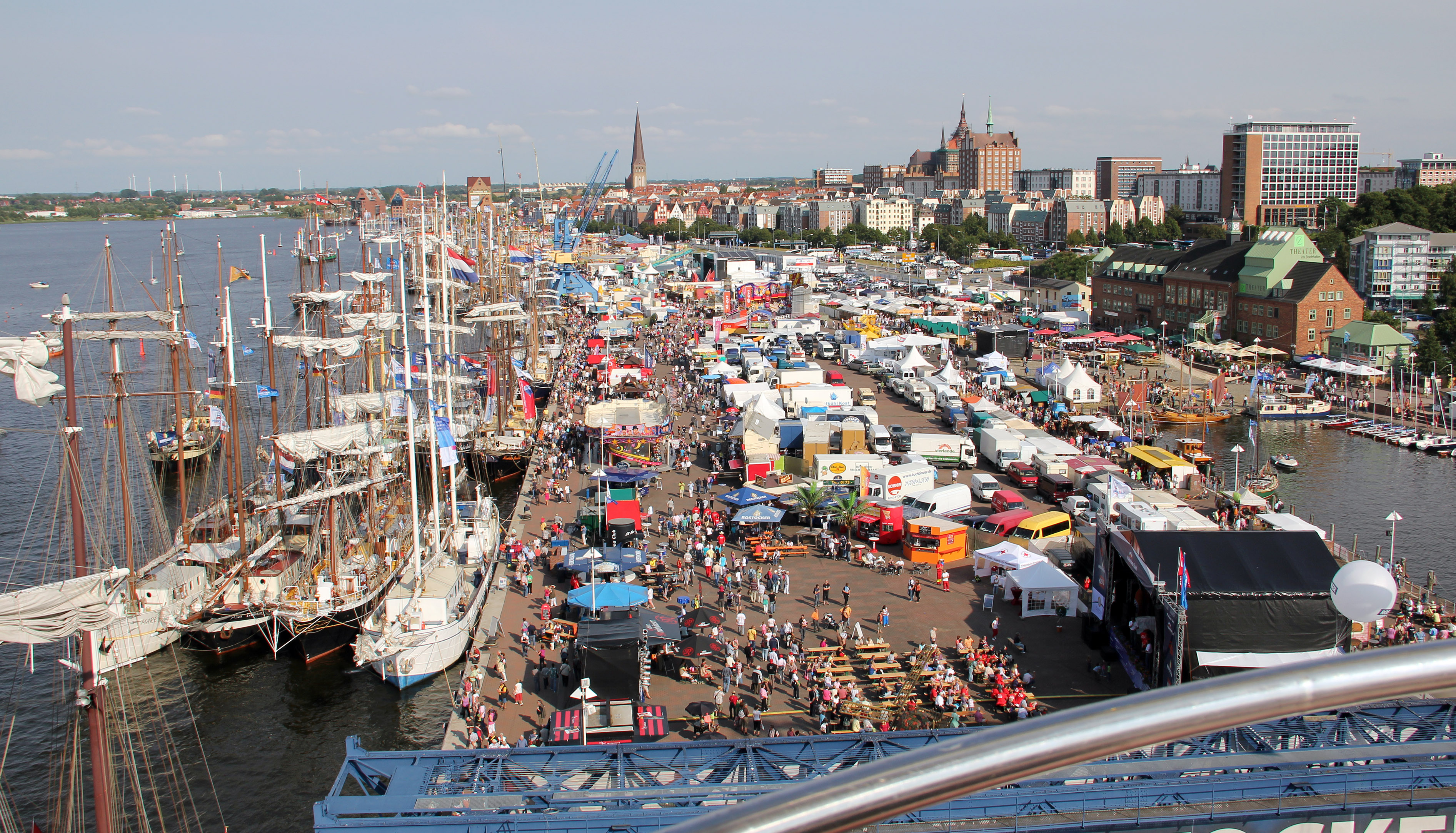
Городская гавань Ростока во время Ганзейской регаты.

Росток — первый городской район Германии, который работает с концепцией региополиса. Целевая группа с разными участниками, такими как ганзейский город Росток, административный район Ростока, Ассоциация регионального планирования Средний Мекленбург-Росток и местные коммерческие организации, работает над продвижением концепции. Они стремятся создать национальную и европейскую сеть регионов, сопоставимую с сетью европейских городских регионов и территорий.

### Признаки ростокского региополиса

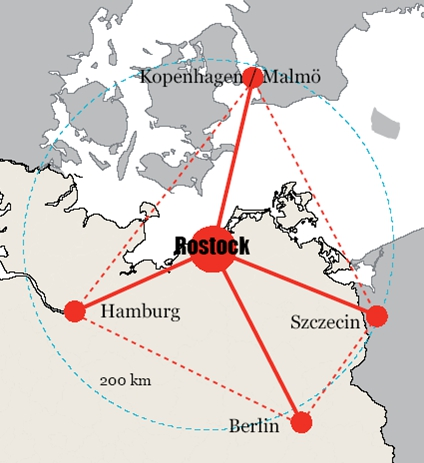
Расположение ростокского региополиса

- Росток — городской центр между крупными городскими агломерациями Гамбургом на западе, Щецином на востоке, Копенгаген-Мальмё на севере и столичным регионом Берлин-Бранденбург на юге;
- Ростокский регион — это «ворота» Германии в страны Балтии, Россию и Скандинавию;
- Росток — самый экономически сильный город земли Мекленбург-Передняя Померания;
- Порт Росток — крупный транспортный узел[5] в северной Германии;
- Более 30 из 100 крупнейших предприятий земли Мекленбург-Передняя Померания ведут свою деятельность в Ростоке;
- Старейший университет Северной Европы находится в Ростоке;
- Росток — самый большой город земли Мекленбург-Передняя Померания, в который въезжает больше людей, чем выезжает;
- Ростокский регион расположен на оси, соединяющей Балтийское и Адриатическое моря[6];
- В Ростоке проходит ежегодная «Ганзейская регата»;
- Росток — главное направление городского туризма в земле Мекленбург-Передняя Померания;
- Ростокский регион — это место в исследовательской сети «BioConValley[7]».

### Достижения
- Концепция «региополиса» была разработана в Университете Касселя в 2006 году;
- Росток стал первым городом, принявшим эту концепцию;
- С 2009 года концепция все более широко обсуждается в регионе;
- Термин все чаще используется федеральным правительством и правительствами федеральной земли;
- В 2009 году по инициативе Ростокского региона был проведен первый конгресс немецких регионов;
- В 2010 году прошла первая конференция мэров Ростокского региона;
- В 2011 году в Берлине прошла неформальная встреча представителей потенциальных регионов;
- В 2012 году было создано агентство региополиса;
- Соглашение о сотрудничестве подписали основные партнеры Ростокского региополиса — город Росток, административный район Росток, торговая палата Ростока, Министерство энергетики, инфраструктуры и регионального развития земли Мекленбург-Западная Померания и ассоциация планирования Ростокского региона;
- В марте 2013 года Ростокский региополис организовал в Берлине семинар на тему «Возможности сотрудничества регионов и других городов и регионов»;
- В апреле 2013 года впервые проводится фестиваль «regio:polis». Он отображает разнообразие художественных и культурных мероприятий в Ростокском региополисе;
- В 2013 году была создана рабочая группа по дальнейшему развитию Ростокского региополиса;
- В 2014 году Regiopolis Rostock снова отпраздновал фестиваль «regio:polis»[8], на этот раз с партнерами из коммуны Гульдборгсунд (Дания)[3].
- В 2015 году эту концепцию начали внедрять города Билефельд и Падерборн. Эрфурт уже реализует это.